# Sergej Alifirenko
Sergej Gennadijevitsj Alifirenko (Russisch: Сергей Геннадиевич Алифиренко; Kirovakan, 21 januari 1959) is een Russisch olympisch schutter.
Sergej Alifirenko nam als schutter tweemaal succesvol deel aan de Olympische Spelen; in 2000 en 2004 op het onderdeel 25 meter pistool. In 2000 wist hij op dit onderdeel goud te winnen voor Rusland en in 2004 brons. Vanwege een oogprobleem kon hij in 2008 niet meedoen.
Verder won Alifirenko in 2005 het Europees en wereldkampioenschap, en won hij in 2006 wederom het wereldkampioenschap. Tevens won hij in 2008 de ISSF wereldcup.
1896: Ioannis Phrangoudis ·
1900: Maurice Larrouy ·
1912: Alfred Lane ·
1920: Guilherme Paraense ·
1924: Henry Bailey ·
1932: Renzo Morigi ·
1936: Cornelius van Oyen ·
1948: Károly Takács ·
1952: Károly Takács ·
1956: Ștefan Petrescu ·
1960: William McMillan ·
1964: Pentti Linnosvuo ·
1968: Józef Zapędzki ·
1972: Józef Zapędzki ·
1976: Norbert Klaar ·
1980: Corneliu Ion ·
1984: Takeo Kamachi ·
1988: Afanasijs Kuzmins ·
1992: Ralf Schumann ·
1996: Ralf Schumann ·
2000: Sergej Alifirenko ·
2004: Ralf Schumann ·
2008: Oleksandr Petriv ·
2012: Leuris Pupo ·
2016: Christian Reitz ·
2020: Jean Quiquampoix ·
2024: Li Yuehong